# مارغوت إيرلي
مارغوت إيرلي (بالإنجليزية: Margot Early)‏ هي كاتِبة أمريكية، ولدت في 6 يونيو 1964.